# Вулман, Лейб
Лейб (Леон) Вулман (англ. Lejb (Leon) Wulman, 13 сентября 1887, Берди́чев, Киевская губерния — 28 апреля 1971, Нью-Йорк, Нью-Йорк) — польский и американский врач и общественный деятель, соавтор (совместно с Йозефом Тененбаумом) монографии о польских врачах еврейского происхождения, убитых во время Холокоста (The Martyrdom of Jewish physicians in Poland — «Мученичество еврейских врачей в Польше»). 
Сын Шамы и Ханы Вулман. Изучал медицину в Варшавском университете и получил квалификацию врача в 1916 году. В 1916–1921 годах жил и практиковал в Харькове и был врачом Российского Красного Креста; после 1921 года он вернулся в Варшаву. Специализировался на внутренних заболеваниях и публиковал труды по гигиене, социальной медицине и организации борьбы с туберкулёзом. С 1921 по 1923 год занимал должность заместителя медицинского директора Объединённого распределительного комитета по Польше. В 1923 году стал членом, а затем директором Общества охраны здоровья еврейского населения в Польше. В 1939 году ему удалось эмигрировать с семьёй в США.
Был основателем Американского комитета по защите детей (OSE) и исполнительным директором этой организации с 1940 года.
В браке с Эстерой Шор у них родилась дочь Мэри (Серафина) Вулман (род. 1919). Он умер в Нью-Йорке в 1971 году. Некоторые источники ошибочно говорят, что он умер в Варшавском гетто.

## Избранные произведения
- Pięć lat działalności TOZu: 1922–1926. — Warszawa: TOZ, 1927.
- 10 yor yidishe gezundshuts-arbet in Poyln: tsum 10-yorikn yubiley fun TOZ. — Varshe: TOZ, 1933.
- Na straży zdrowia ludu żydowskiego: 15 lat TOZ'u. — Warszawa: TOZ, 1937.
- In kamf farn gezunt fun yidishn folk. — New York, 1968.